# Râul Sărățelu
Râul Sărățelu este un curs de apă, afluent al râului Șușița.